# Scrooge (musical)
Scrooge: The Musical és un musical del 1992 amb llibre, música i lletres de Leslie Bricusse. Es tracta d'una adaptació a l'escenari de la pel·lícula musical de 1970 Scrooge protagonitzada per Albert Finney, que alhora adapta la novel·la de Charles Dickens A Christmas Carol.

## Produccions

### Produccions al Regne Unit i Irlanda
El productor original, Graham Mulvein i Leslie Bricusse van passar diversos mesos amb el director Bob Tomson adaptant el guió per a l'escenari. Mulvein va recomanar nomenar com a supervisor musical a Stuart Pedlar, al dissenyador, Paul Farnsworth, i dissenyador d'il·luminació, Hugh Vanstone, i va establir un estil de teatre victorià per a totes les ubicacions, il·lusions i personatges. Inicialment, les il·lusions fantasma es van confiar a Paul Daniels, però va ser substituït després de la primera producció per Paul Kieve.
La producció original la va protagonitzar Anthony Newley com a Scrooge i es va estrenar el 9 de novembre de 1992 a l'Alexandra Theatre de Birmingham. El repartiment també incloïa Stratford Johns, Tom Watt i Jon Pertwee. La producció es va transferir posteriorment al West End, després que Tomson fos substituït pel director i coreògraf Tudor Davies, protagonitzat per Newley, al Dominion Theatre del 12 de novembre de 1996 a l'1 de febrer de 1997.
Bill Kenwright va produir un revival de la producció original que va recórrer el Regne Unit i Irlanda durant les temporades nadalenques entre el 2003 i el 2013, protagonitzada per Tommy Steele en el paper principal (amb les excepcions de Shane Richie en les gires del 2005 i 2007 i Michael Barrymore en la gira del 2006 L'espectacle estava en pausa durant la temporada de Nadal del 2008). La producció es va traslladar al West End protagonitzada per Steele per al 2005 (mentre Richie realitzava una producció idèntica) i les temporades nadalenques del 2012 al London Palladium, convertint Steele en el titular del rècord de més representacions al Palladium.
Es presentà una nova producció al Curve Theatre de Leicester del 18 de novembre de 2017 al 14 de gener de 2018, dirigida pel director artístic del Curve, Nikolai Foster, per al 25è aniversari del musical.

### Producció de ràdio
El 21 de gener de 1995, la BBC Radio 2 va emetre el musical complet en directe des del Palace Theatre de Manchester. La producció va ser dirigida per Tudor Davies, amb Anthony Newley com a "Scrooge", Stratford Johns com al "Fantasma del Nadal present", Barry Howard com a "Jacob Marley", Felicity Soper com a "Fantasma dels Nadals passats", Paul Robinson com "Tom Jenkins" "i David Howe com a" Bob Cratchit".

### Producció australiana
Després d'estrenar-se a Birmingham, el productor Graham Mulvein va coproduir la producció original del Regne Unit a Austràlia, amb el productor David Mariner, amb Keith Michell, Max Gillies, Tony Taylor i William Zappa, que va córrer del novembre de 1993 el gener de 1994 al Princess Theatre de Melbourne.

### Produccions nord-americanes
L'estrena nord-americana es va obrir el 26 d'octubre de 2004 al Ford Center for the Performing Arts Oriental Theatre de Chicago. Aquesta producció va ser produïda per Bill Kenwright i protagonitzada per Richard Chamberlain en el paper principal.
També ha estat representada per la Spring Lake Theatre Companyia a Spring Lake, Nova Jersey, cada temporada nadalenca des del 1982. Mark E. Fleming va originar la producció a Spring Lake i ha representat la producció a la Premier Theatre Co des de la seva fundació el 1987.
Una altra producció de l'espectacle ha estat representada des de 1982 per The Players Of Utica, ubicada a Utica, Nova York. El director Peter Loftus ha estat l'únic director de l'espectacle durant tota la tirada, que va celebrar el seu 30è any el 2012. La producció s'ha convertit en un esdeveniment comunitari anual durant les vacances, tant pel que fa al públic com als repartiments. El repartiment del 2012 va ser un dels més grans dels seus 30 anys de trajectòria, amb més de 250 membres. L'espectacle fa regularment una actuació comunitària per a escoles locals i programes per a gent gran. La participació en aquesta actuació anual ha superat els 1.500 estudiants de les escoles de la zona.

### Producció japonesa
El 1994, Mulvein va coproduir l'estrena japonesa amb Himawari Theatre Group del Japó. La producció va actuar aquell any a Tòquio i Kobe.

## Sinopsi

### Acte primer
El musical s'obre amb la Companyia cantant una nadala mentre la ciutat de Londres comença a recordar l'arribada del Nadal ("Sing A Christmas Carol"). Mentrestant, Scrooge i el seu secretari Bob Cratchit són visitats pel nebot de Scrooge, Harry, que en contrast amb el seu oncle, està entusiasmat per Nadal i lamenta com fa que Cratchit encara estigui treballant a les 7 del vespre la vigília de Nadal. Scrooge li demana que marxi. Després de la feina, Bob Cratchit, el seu fill discapacitat, Tiny Tim i la seva filla Kathy van de compres de Nadal pels carrers de Londres ("Christmas Children"). Més tard, Scrooge passeja per Londres, exigint els diners que li deuen els empresaris de Londres, i ens assabentem de la reputació negativa de Scrooge entre tota la gent de Londres, especialment el cuiner de sopes Tom Jenkins, que dirigeix la multitud enfadada menyspreant Scrooge ("Father Christmas"/"I Hate People").
Scrooge és visitat pel fantasma de Jacob Marley, el seu soci de negocis que va morir feia set anys, que li diu a Scrooge que faci "Aprofita al màxim aquest món" o, en cas contrari, el més enllà li serà dolent. Informa a Scrooge que tres esperits el visitaran: a la 1 de la matinada, a les 2 de la matinada i a les 3 de la matinada respectivament. Marley també explica la importància d'una cadena que porta: la cadena s'ha construït amb pecats a la vida. Quan Marley se'n va, Scrooge s'enfada al pensar que s'equivoca per odiar el Nadal ("It's Not My Fault").
El primer esperit el visita: el Fantasma dels Nadals del passat- qui torna a Scrooge quan era un nen petit que preferia no participar en activitats i nadales de Nadal ("Sing a Christmas Carol (Reprise)"). El nen Ebenezer és visitat per la seva germana Jenny, que porta a casa a Ebenezer, que es resisteix a tornar a casa amb el seu pare a causa d'una relació problemàtica. Scrooge està confós per què les visions no es comuniquen amb ell, a les quals el fantasma respon que són ombres de les coses que han estat. Scrooge es portat després als seus anys d'adolescència, a una festa celebrada pel seu llavors cap, Mr. Fezziwig ("December the 25th"). Scrooge recorda la seva relació amb la filla de Fezziwig, Isabel ("Happiness"), però ens assabentem que ella finalment deixa Scrooge ja que sent que el seu desig de riquesa ha negat el seu amor. Scrooge i el Jove Ebenezer reflexionen sobre la situació ("You...You"). El antasma dels Nadals del passat li revela a Scrooge que és el fantasma de la seva germana Jenny, que va morir jove. Ella li diu a un Scrooge desconsolat ("Love While You Can") abans de deixar-lo en un estat d'angoixa ("It's Not My Fault (Reprise)").
Mentre sonen les campanes de les 2, Scrooge és visitat pel següent fantasma, el Fantasma del Nadal del present. Li explica a Scrooge que forma part d'un grup de germans que, cada any, n'envien a la Terra per difondre l'alegria del Nadal, i aquest any li toca. Scrooge l'espanta i li ensenya a trobar l'alegria de viure ("I Like Life").

## Acte segon
Scrooge és portat pel Fantasma del Nadal del present a la casa de Bob Cratchit i la seva família, que es preparen per al Nadal ("Good Times") i escolten cantar Tiny Tim ("The Beautiful Day"), mentre Scrooge es pregunta si el malalt Tiny Tim sobreviurà. Després, Scrooge és portat a la festa de Nadal del seu nebot Harry, on s'assabenta que la tradició de la festa s'ha convertit en beure per a la salut de Scrooge, a més de jugar a un joc de cant anomenat ("The Minister's Cat").. Com que la cançó es cantava sovint a les festes de Fezziwig, Scrooge recorda de nou la seva fallida relació amb Isabel ("Happiness (Reprise)"). Mentre el Fantasma del Nadal del present surt, Scrooge es pregunta si realment pot trobar una vida millor per viure ("A Better Life").
Finalment, Scrooge rep la visita del mut Fantasma dels Nadals del futur, que es comunica en silenci assenyalant la direcció on vol que viatgi Scrooge. Primer, visiten Tom Jenkins i un cor de gent que devia diners a Scrooge, que tots canten sobre una cosa inusualment generosa que Scrooge ha fet i que els ha agraït a tots. Scrooge no ho sap, realment celebren la seva mort, però Scrooge no ho té en compte ("Thank You Very Much"). L'elevat Scrooge és ara portat a la casa dels Cratchit, on ella està asseguda en silenci, amb l'absència de Bob Cratchit i Tiny Tim. El fantasma porta Scrooge a un cementiri, on Bob està de dol per la mort de Tiny Tim i recita la cançó que va cantar el Nadal anterior ("The Beautiful Day (Reprise)"). Es revela llavors que Scrooge està enterrat al mateix cementiri, i Scrooge s'adona de la seva pròpia imminent desaparició en xoc. Jacob Marley el visita de nou, revelant-li que ha anat a l'infern i que Llucifer ha nomenat Scrooge com el seu ajudant personal, abans de revelar la cadena de Scrooge, que era tan gran que no estava preparada immediatament per a la seva arribada a l'infern. Scrooge queda mortificat mentre és arrossegat pels dimonis.
Per a la seva sorpresa, Scrooge es desperta al seu dormitori el dia de Nadal, encara és viu i no es troba a l'infern. Està agraït i promet canviar de manera en el temps que li queda ("I'll Begin Again"). Comença a voltar per Londres, perdonant a la gent els seus deutes i repartint regals de Nadal mentre es disfressa de Pare Noel. Tothom a Londres que anteriorment estava contra Scrooge ara li està agraït enormement per canviar de manera ("Finale"). Scrooge reinstaura el seu vot de celebrar el Nadal i ser amable amb la gent ("I'll Begin Again (Reprise)") abans de cantar una represa de Thank You Very Much durant les salutacions ("Curtain Call" / "Thank You Very Much (Reprise)").

## Números musicals
| Acte I - "Sing a Christmas Carol" – Companyia - "M.O.N.E.Y" – Scrooge - "Christmas Children" – Bob Cratchit, Tiny Tim, Kathy Cratchit i Companyia - "Father Christmas" – Tom Jenkins i Companyia - "I Hate People" – Scrooge i Companyia - "Make the Most of this World" – Jacob Marley i Fantasmes - "It's Not my Fault!" – Scrooge - "Sing A Christmas Carol" (Reprise) – Scrooge i Nens - "December the Twenty-Fifth" – Fezziwigs i Companyia - "Happiness" – Ebenezer, Isabel, Scrooge i Nadals passats - "You...You" – Scrooge i Young Ebenezer - "Love While You Can" – Nadals passats - "It's Not My Fault" (Reprise) – Scrooge - "I Like Life" – Nadals present, Scrooge i Companyia | Acte II - "The Milk of Human Kindness" – Scrooge i Companyia - "Good Times" - Cratchits - "The Beautiful Day" – Tiny Tim i Cratchits - "The Minister's Cat" – Companyia - "Happiness" (Reprise) – Scrooge - "A Better Life" – Scrooge - "Thank You Very Much" – Scrooge, Tom Jenkins i Companyia - "The Beautiful Day" (Reprise) – Tiny Tim i Bob Cratchit - "I'll Begin Again" – Scrooge - "Finale" – Scrooge i Companyia - "I'll Begin Again" (Reprise) – Scrooge i Companyia - "Curtain Calls" – Companyia - "Thank You Very Much" (Reprise) – Companyia |

## Enregistraments de repartiment
L'enregistrament del repartiment original londinenc amb Anthony Newley com a Scrooge va ser llançat per JAY Productions Ltd el 14 d'octubre de 1997 i actualment està disponible per comprar a iTunes. Bill Kenwright Records també va llançar un segon enregistrament de la producció de London Palladium del 2005 amb Tommy Steele i estava disponible per comprar als teatres, tot i que actualment no està disponible per comprar ni descarregar.
Una gravació a la BBC de la producció del Palace Theatre, Manchester, protagonitzada per Anthony Newley en el paper principal, amb Stratford Johns i Barry Howard, es va emetre per primera vegada a BBC Radio 2 el 1994 i, de tant en tant, es retransmet a BBC Radio 4 Extra.